# Castétis
Castétis es una comuna francesa de la región de Aquitania en el departamento de Pirineos Atlánticos.
El topónimo Castétis fue mencionado por primera vez en el año 1304 con el nombre de Castetiis.

## Demografía
| 484 | 477 | 511 | 565 | 620 | 620 | 645 | 592 | 540 | 507 | 503 | 486 | 500 | 497 | 489 | 446 | 448 | 441 | 460 | 393 | 392 | 391 | 415 | 382 | 420 | 426 | 490 | 510 | 522 | 558 | 600 | 657 | 620 |
| Para los censos de 1962 a 1999 la población legal corresponde a la población sin duplicidades (Fuente: INSEE [Consultar]) |     |     |     |     |     |     |     |     |     |     |     |     |     |     |     |     |     |     |     |     |     |     |     |     |     |     |     |     |     |     |     |     |